# 大災獣ニゲロン
大災獣ニゲロン（だいさいじゅうニゲロン）とは2017年に公開された特撮映画。

## 概要
物語の舞台は架空の神戸（かんべ）市。そこに300年に1度、カエルをモチーフとして風神と雷神の太鼓を持った大災獣ニゲロンという怪獣が現れて町中を襲う。これによって町中がパニックになる中、ある一家の父が家族の応援を受けて巨大化し、大災獣ニゲロンに立ち向かうという作品。主要キャストは劇団赤鬼のメンバー、楽曲はにこいちが提供。
この作品は2016年に怪獣好きの神戸市民らによって考案された映画作品であり、災害時の適切な避難行動を取れるようにとのメッセージが込められている。製作はKOBerrieS♪も手がけてきた神戸ポップカルチャープロジェクト。製作されることとなったきっかけは、神戸市が避難勧告を出した際の避難率が低かったことからであり、それに警鐘を鳴らすため。怪獣映画としたのは子供にも防災に興味を持っていただこうとしたため。
2016年のKOBEぽっぷカルチャーセッションでは、大災獣ニゲロンの造形と映像が展示され、これに関する催しも行われた。